# Lélouma (prefektur)
Lelouma Prefecture är en prefektur i Guinea.   Den ligger i regionen Labé Region, i den västra delen av landet, 240 km nordost om huvudstaden Conakry. Antalet invånare är 161 465. Arean är 2 140 kvadratkilometer. Lelouma Prefecture gränsar till Mali Prefecture, Labe Prefecture, Pita, Telimele Prefecture och Gaoual Prefecture. 
Terrängen i Lelouma Prefecture är kuperad åt nordost, men åt sydväst är den bergig.
Följande samhällen finns i Lelouma Prefecture:
- Lélouma